# Okręg wyborczy Cambridgeshire
Okręg wyborczy Cambridgeshire powstał w 1290 r. i wysyłał do angielskiej, a następnie brytyjskiej, Izby Gmin dwóch deputowanych. Okręg obejmował hrabstwo Cambridgeshire, bez miasta Cambridge. W 1832 r. zwiększono liczbę mandatów do trzech. Okręg został zlikwidowany w 1885 r., ale utworzono go ponownie w 1918 r. Ostatecznie zlikwidowano go w 1983 r.

## Deputowani do brytyjskiej Izby Gmin z okręgu Cambridgeshire

### Deputowani w latach 1660–1832
- 1660–1674: Thomas Wendy
- 1660–1661: Isaac Thornton
- 1661–1679: Thomas Chicheley
- 1674–1679: Thomas Hatton
- 1679–1679: Gerald Russell
- 1679–1679: Edward Partherich
- 1679–1693: Levinus Bennet
- 1679–1695: Robert Cotton
- 1693–1702: John Cutts
- 1695–1697: Edward Russell, wigowie
- 1697–1710: Rushout Cullen
- 1702–1705: Granado Pigot
- 1705–1707: John Bromley starszy
- 1707–1718: John Bromley młodszy
- 1710–1717: John Jenyns
- 1717–1722: Robert Clarke
- 1718–1722: Francis Whichcote
- 1722–1727: John Hynde Cotton
- 1722–1724: Edward Harley, lord Harley
- 1724–1747: Samuel Shepheard
- 1727–1741: Henry Bromley
- 1741–1754: Soame Jenyns
- 1747–1764: Philip Yorke, wicehrabia Royston, wigowie
- 1754–1770: John Manners, markiz Granby
- 1764–1780: John Hynde Cotton
- 1770–1780: Sampson Eardley
- 1780–1782: lord Robert Manners
- 1780–1790: Philip Yorke, wicehrabia Royston, wigowie
- 1782–1789: Henry Peyton starszy
- 1789–1802: James Adeane
- 1790–1810: Charles Philip Yorke, torysi
- 1802–1802: Henry Peyton młodszy
- 1802–1830: lord Charles Henry Somerset Manners
- 1810–1831: lord Francis Osborne
- 1830–1832: Henry John Adeane
- 1831–1832: Richard Townley

### Deputowani w latach 1832–1885
- 1832–1841: Richard Townley
- 1832–1835: Charles Yorke, Partia Konserwatywna
- 1832–1835: John Walbanke Childers
- 1835–1865: Eliot Yorke
- 1835–1847: Richard Eaton
- 1841–1847: John Allix
- 1847–1852: Richard Townley
- 1847–1857: lord George John Manners
- 1852–1863: Edward Ball
- 1857–1865: Henry Adeane
- 1863–1874: lord George John Manners
- 1865–1874: Charles Yorke, wicehrabia Royston
- 1865–1884: Henry Brand, Partia Liberalna
- 1874–1879: Eliot Constantine Yorke
- 1874–1881: Benjamin Rodwell
- 1879–1885: Edward Hicks
- 1881–1885: James Redfoord Bulwer, Partia Konserwatywna
- 1884–1885: Arthur Thornhill

### Deputowani w latach 1918–1983
- 1918–1922: Edwin Samuel Montagu, Partia Liberalna
- 1922–1923: Harold Gray, Partia Konserwatywna
- 1923–1945: Richard Briscoe, Partia Konserwatywna
- 1945–1950: Albert Stubbs, Partia Pracy
- 1950–1961: Gerald Howard, Partia Konserwatywna
- 1961–1983: Francis Pym, Partia Konserwatywna